# Peperomia pitiguayana
Peperomia pitiguayana är en pepparväxtart som beskrevs av William Trelease. Peperomia pitiguayana ingår i släktet peperomior, och familjen pepparväxter. Inga underarter finns listade i Catalogue of Life.